# Пейджелс, Элейн
Элейн Пейджелс (англ. Elaine Pagels, урожденная (англ. Hiesey), род. 13 февраля 1943 в Пало-Альто (англ. и исп. Palo Alto), Калифорния, США) — американский историк религии, специалист по текстам раннего христианства, автор широко известных книг по этой тематике.
В 2007 году её имя включено в список ста гениев современности на основе соцопроса среди британцев. Живёт в Нью-Йорке.

## Биография
Окончила Стэнфордский университет: бакалавр гуманитарных наук в 1964 году и магистра гуманитарных наук в 1965 году. 
В 1965 года начала изучать историю христианства в аспирантуре Гарвардского университета
и присоединилась к группе учёных, изучавших рукописи найденные в 1945 году вблизи египетского города Наг-Хаммади.
В 1970 году получила степень доктора философии по религии в Гарвардском университете.
В 1974 году возглавила кафедру религии Барнард-колледжа при Колумбийском университете. Участвовала в подготовке первого полного издания собрания рукописей Наг-Хаммади на английском языке, опубликованного в США в 1977 году.
С 1982 года — профессор истории раннего христианства в Принстонском университете.
Творческая увлечённость и личное мужество помогли Элейн пережить семейную трагедию: в апреле 1987 года умер после пяти лет болезни её сын Марк, а в июле 1988 года при восхождении на горную вершину погиб муж, известный учёный и популяризатор науки физик   Хайнц Пейджелс. Под впечатлением от случившегося она начала новое исследование и опубликовала в 1995 г. книгу «Происхождение Сатаны: как христиане демонизировали евреев, язычников и еретиков» (англ. The Origin of Satan: How Christians Demonized Jews, Pagans, and Heretics), посвящённую детям Давиду и Саре.

## Взгляд на профессию
Точка зрения Элейн Пейджелс на профессию историка вообще и историка религии в частности выражена в её словах:

Писать историю — дело победителей… Но задача историка, как я её понимаю, не принимать какую-либо сторону, но искать доказательства… 

## Научные труды
- The Johannine Gospel in Gnostic Exegesis: Heracleon's Commentary on John. — Nashville, TN : Abingdon Press, 1973. — Vol. 17. — ISBN 9780687206322.
- The Gnostic Paul: Gnostic Exegesis of the Pauline Letters[англ.]. — Philadelphia, PA : Trinity Press International, 1975. — ISBN 9781563380396.
- The Gnostic Gospels. — New York : Vintage Books, 1979. — ISBN 9780394502786. — русское издание «Гностические евангелия» (2014) ISBN 978-5-904946-72-2;
- Adam, Eve and the Serpent: Sex and Politics in Early Christianity. — New York : Vintage Books, 1989. — ISBN 9780394521404.
- The Origin of Satan: How Christians Demonized Jews, Pagans, and Heretics. — New York : Vintage Books, 1995. — ISBN 9780679401407.
- Beyond Belief: The Secret Gospel of Thomas. — New York : Vintage Books, 2003. — ISBN 9780375501562. — русское издание «Евангелие от Фомы. Апокрифы ранних христиан» (2018) ISBN 978-5-00074-239-6;
- Reading Judas: The Gospel of Judas and the Shaping of Christianity. — New York : Viking Press, 2007. — ISBN 9780670038459.
- Revelations: Visions, Prophecy, and Politics in the Book of Revelation. — New York : Viking Press, 2012. — ISBN 9780670023349. — русское издание «Откровения. Видения, пророчества и политика в Книге Откровения» (2014) ISBN 978-5-904946-89-0.
- Why Religion?: A Personal Story. — New York : Ecco, 2018. — ISBN 9780062368539.